# James Redhouse
James W. Redhouse (30 décembre 1811- 4 janvier 1892) est un linguiste anglais spécialiste du turc ottoman. Il écrit un dictionnaire qui fait autorité. Il est mandaté par la American Board of Commissioners for Foreign Missions pour le réaliser.